# Cá minh thái Alaska
Cá minh thái Alaska (Danh pháp khoa học: Gadus chalcogrammus, danh pháp cũ Theragra chalcogramma) là một loài cá biển trong họ cá tuyết Gadidae phân bố ở vùng biển Bắc Thái Bình Dương, nơi số lượng lớn nhất của chúng được ghi nhận là ở eo biển Bering, đây là một loài cá có giá trị kinh tế rất cao , chúng là một trong những loài cá thịt trắng được tiêu thụ nhiều ở nhiều nước trên thế giới.

## Đặc điểm
So với cá tuyết Đại Tây Dương, cá minh thái Alaska thân nhỏ hơn, thịt trắng hơn, hàm lượng dầu cá thấp hơn. Cá minh thái Alaska có thể phát triển đến 15 pound (6,8 kg) hoặc hơn, nhưng hầu hết các cá minh thái Alaska đánh bắt nhỏ hơn 2 pound (khoảng 0,9 kg). Việc phân biệt một cách chính xác để phân biệt cá minh thái Alaska và cá tuyết Thái Bình Dương là rất quan trọng, mà chủ yếu là sản xuất tại Đông Bắc Hoa Kỳ và toàn bộ bờ biển vùng biển Đông Bắc Đại Tây Dương.
Cá có 3 vây lưng và 2 vây hậu môn, vây lưng thứ nhất ngay phía sau đầu. Các vây không có gai. Các xương chậu phía trước vây ức. Răng có trên xương lá mía. Thường có râu. Kích thước dài tối đa là gần 2m. Chúng là sinh vật sống đáy (ăn chìm), chủ yếu ăn các loại cá nhỏ và động vật không có xương sống, thích sống thành bầy và có khả năng di cư xa.

## Khai thác
Hoa Kỳ là một nhà sản xuất cá minh thái Alaska lớn. Cá minh thái Alaska tiêu thụ nhiều nhất là thức ăn cho cá. Đội tàu đánh cá của Mỹ kéo cá trong vùng biển của Alaska đánh bắt hàng năm khoảng 1,3 triệu tấn cá minh thái Alaska, tương đương với tổng sản lượng cá minh thái Bắc Thái Bình Dương. Sản lượng khai thác cá minh thái tại Hoa Kỳ vẫn tiếp tục ổn định ở mức này trong nhiều năm. Khoảng một nửa số hạn ngạch cá minh thái Alaska được đánh cá bằng lưới kéo tàu chế biến và xử lý ra nước ngoài và quá trình đóng băng.
Phần lớn ngư dân người Mỹ đánh cá minh thái Alaska rồi được chế biến thành philê hoặc surimi. Surimi để sản xuất thịt cua nhân tạo và các sản phẩm khác. Mỹ sản xuất hơn 80% surimi được xuất khẩu sang Nhật Bản. Nhật Bản là thị trường surimi lớn nhất thế giới. Cái nhất của philê cá minh thái Alaska được sử dụng để làm cho bít tết. Những miếng thịt bọc sau đó chế biến thành bột và bơ sản phẩm cá chiên. Chuỗi thức ăn nhanh như McDonald (McDonald) và Burger King (Burger vua) có sản phâm bánh sandwich cá chiên. 

## Tiêu thụ
Pháp là nước nhập khẩu nhiều nhất là cá minh thái Alaska trong nhóm hàng phile cá thịt trắng đông lạnh trong năm 2013, với giá trị đạt 158,2 triệu USD, tăng 13,8% so với 139,03 triệu USD của năm 2012 và khối lượng đạt 50.512 tấn, tăng so với 44.488 tấn của năm 2012. Cá minh thái Alaska là loài cá thịt trắng được nhập khẩu và tiêu thụ nhiều nhất tại thị trường Đức trong năm 2013. Khối lượng cá minh thái Alaska nhập vào Đức vẫn chiếm ưu thế hơn so với các loài cá thịt trắng khác. 9 tháng đầu năm 2013 Đức NK 100.973 tấn philê cá minh thái Alaska đông lạnh, giảm 7,6% so với cùng kỳ năm 2012; Trong 9 tháng đầu năm 2013, philê cá minh thái Alaska đông lạnh có giá trung bình NK đạt 2,99 USD/kg; giảm 1,6% so với cùng kỳ năm 2012.
Cá minh thái Alaska nằm trong top 5 loài thủy sản tiêu thụ nhiều nhất tại thị trường Mỹ trong năm 2013, 11 tháng đầu năm 2014 Mỹ nhập khẩu 49.749 tấn cá minh thái, trị giá 135,03 triệu USD, giảm 7,33% về khối lượng và giảm 5,42% về giá trị so với cùng kỳ năm 2013, cá minh thái Alaska lại là loài có giá trung bình nhập khẩu thấp nhất, chỉ dao động quanh mức 2,74 - 2,91 USD/kg.
Tại Hàn Quốc, việc tiêu thụ cá minh thái từng bị giảm do lo ngại cá bị nhiễm phóng xạ rò rỉ từ khu vực Fukushima (Nhật Bản), dù hầu hết cá trên thị trường có xuất xứ từ Nga. Đến 98% số cá minh thái bán tại Hàn Quốc được khai thác từ các vùng nước tại Nga. Cá minh thái vẫn đang được bày bán tại chợ trung tâm Seoul nhưng người dân không mua để chế biến món ăn truyền thống trong tuần lễ hội tại Hàn Quốc mà chuyển sang thịt bò, tiêu thụ cá minh thái đông lạnh giảm hơn 60% và hàng tồn kho, kinh doanh cá minh thái 8 tháng đầu năm nay giảm 42.5%. Giá surimi Hàn Quốc tăng từ 2,50 USD/kg trong vụ A lên 2,80 USD/kg vụ B đối với phẩm cấp RA và tăng từ 2,8 USD/kg lên 3 USD/kg đối với phẩm cấp KA. Thuế suất surimi cá minh thái Alaska trước kia là 10%, từ tháng 3/2012 giảm xuống còn 6,7% và tiếp tục giảm xuống còn 3,3% vào năm 2013.